# 신비 (웹툰)
《신비》는 목요일에 연재하는 네이버 웹툰이며 완결되었다.

## 등장인물
- 신비

가람이 할머니 집 욕조 옆에서 발견한 작은 구슬을 물에 넣자 나타났다. 물 없이 오래 버티지 못한다. 햇빛이 몸에 닿으면 타들어가며 연기가 피어오른다. 붓지 않는다. 여신 같은 외모를 가지고 있다. 이후에 가람이와 결혼하게 된다.
- 가람

그림을 매우 잘 그린다. 현재는 친한 친구의 할머니 집인 산 속에서 살고 있으며, 신비가 사람이 아니라는 것을 아는 유일한 사람이다. 신비를 좋아하며 결과적으로는 결혼하게 된다. 미래에는 유명 화가가 된다.
- 진이

유리를 좋아하는 가람의 친구이다.이후에 서로의 마음을 확인하면서 사귀게 되고 결국 결혼한다.
- 유리

진이를 좋아하는 가람의 친구.이후에 서로의 마음을 알게 되면서 사귀게 되고 결국 결혼한다.
- 진이의 부모님